# جهنم زیر پای من
جهنم زیر پای من فیلمی به کارگردانی و نویسندگی رضا صفایی محصول سال ۱۳۴۳ است.

## خلاصه داستان
دو برادر: یارقلی و یزدان قلی حسن‌آبادی بر اثر زلزله خانوادهٔ خود را از دست می‌دهند. دراین فیلم فردین  در نقش منفی ظاهر شد

## بازیگران
- محمدعلی فردین
- محمدرضا فاضلی
- سهیلا
- فریبا خاتمی
- منصور سپهرنیا
- اکبر خواجوی
- اکبر جنتی شیرازی
- اکبر هاشمی
- علی باقریان
- حسن فاضلی
- حسن شاهین